# Urząd Hohenwestedt-Land
Urząd Hohenwestedt-Land (niem. Amt Hohenwestedt-Land) – dawny urząd w Niemczech w kraju związkowym Szlezwik-Holsztyn, w powiecie Rendsburg-Eckernförde. Siedziba urzędu znajdowała się w miejscowości Hohenwestedt.
1 stycznia 2012 urząd został połączony z dwoma urzędami: Aukrug, Hanerau-Hademarschen oraz gminą Hohenwestedt tworząc nowy urząd Mittelholstein.
W skład urzędu wchodziło 14 gmin:
1. Beringstedt
2. Grauel
3. Heinkenborstel
4. Jahrsdorf
5. Meezen
6. Mörel
7. Nienborstel
8. Nindorf
9. Osterstedt
10. Rade bei Hohenwestedt
11. Remmels
12. Tappendorf
13. Todenbüttel
14. Wapelfeld